# Британская Ост-Индская компания
Британская Ост-Индская компания (англ. East India Company), до 1707 года — Английская Ост-Индская компания — акционерное общество, созданное 31 декабря 1600 года указом Елизаветы I и получившее обширные привилегии для торговых операций в Индии. С помощью Ост-Индской компании была осуществлена британская колонизация Индии и ряда стран Востока.
Фактически королевский указ предоставил компании монополию на торговлю в Индии. Первоначально компания имела 125 акционеров и капитал в 72 тысячи фунтов стерлингов. Компания управлялась губернатором и советом директоров, который был ответственен перед собранием акционеров. Коммерческая компания вскоре приобрела правительственные и военные функции, которые утратила только в 1858 году. Вслед за Голландской Ост-Индской компанией, Британская компания также начала размещать свои акции на бирже.
Компания также имела интересы за пределами Индии, стремясь обеспечить безопасные маршруты к Британским островам. В 1620 году она пыталась захватить Столовую гору на территории современной ЮАР, позднее заняла остров Святой Елены — критически важный пункт для кораблей, возвращающихся с грузами из Азии в Европу. Именно войска компании охраняли Наполеона на острове Святой Елены. Её продукты подверглись атаке американских колонистов во время Бостонского чаепития, а верфи Компании послужили образцом для Санкт-Петербурга.
Штаб-квартира компании располагалась в Лондоне, в Доме Ост-Индии, на месте которого ныне расположен рынок страхования Lloyd's of London.

## Операции вИндии
Компания была основана 31 декабря 1600 года под названием «Компания купцов Лондона, торгующих с Ост-Индиями» (англ. Governor and Company of Merchants of London trading with the East Indies). С 1601 по 1610 год она организовала три торговые экспедиции в Юго-Восточную Азию. Первой из них командовал известный приватир Джеймс Ланкастер, получивший за успешное выполнение своей миссии рыцарское звание. Деятельность в Индии началась в 1612 году, когда могольский падишах Джахангир разрешил основать факторию в Сурате. На первых порах использовались различные названия: «Почтенная Ост-Индская компания» (англ. Honourable East India Company), «Ост-Индская компания» (East India Company, EIC), «Компания Бахадур».
Основными конкурентами Компании являлись португальцы, пришедшие в регион почти на сто лет раньше других европейцев, и особенно Голландская Ост-Индская Компания (Verenigde Oostindische Compagnie, VOC). Голландцы интересовались в первую очередь выгодной торговлей пряностями, и стремились к поддержанию искусственно высоких цен путём монополии. Капитал VOC превышал капитал английской компании более чем в 10 раз, к середине XVII века голландцы окончательно оттеснили португальцев, превратившись в доминирующую силу на морях. Независимые британские торговцы были не в состоянии конкурировать с этой огромной организацией, тем более что голландцы охотно прибегали к насилию, уничтожая торговые фактории своих конкурентов (см. Амбонская резня). Кроме того, с началом торговли с Индией обнаружилось, что могольские чиновники не видят особой разницы между торговцами. В частности, после ограбления в 1633 году английскими пиратами судна из Сурата местные власти арестовали чиновника не имевшей к этим пиратам никакого отношения Компании, и потребовали от неё выплаты компенсаций. В таких условиях независимые торговцы (интерлоперы) были объявлены вне закона; их деятельность лишь приводила к сбиванию цен и расчищала дорогу голландцам.

Герб Ост-Индской компании в 1600—1698 гг.

В 1612 году вооружённые силы компании нанесли серьёзное поражение португальцам в битве при Сували. Португальские владения в Индии (Estado da India, Государство Индия) вступили в полосу упадка.
В 1640 году местный правитель Виджаянагара разрешил основать вторую факторию в Мадрасе, на тот момент — рыбацкой деревушке, основным достоинством которой являлось то, что она находилась вне досягаемости местных властей. В 1647 году компания имела уже 23 фактории в Индии. Индийские ткани (хлопчатобумажные и шёлковые) пользовались невероятным спросом в Европе. Вывозились также чай, зерно, красители, хлопок, позднее — бенгальский опиум.
В 1668 году Компания арендовала остров Бомбей, бывшую португальскую колонию, переданную Англии как приданое Екатерины Браганской, вышедшей замуж за Карла II. Король официально передал Бомбей Компании, причём она получила целый ряд государственных функций, законодательную и административную власть. Бомбей стал противовесом крупному торговому центру Сурат, где торговые агенты Компании регулярно подвергались произволу могольских властей. В 1687 году штаб-квартира Компании в Западной Азии была перемещена из Сурата в Бомбей. Фактически, она превратилась в автономное государство с правом объявления войны и мира, набора войск и чеканки монеты.
Компания попыталась силой добиться торговых привилегий от бенгальского наместника Шаиста-хага, но проиграла, и была вынуждена просить Великого Могола о милости. В 1690 году было основано поселение компании в Калькутте, после соответствующего разрешения Великого Могола. Началась экспансия Компании на субконтинент. В то же время такая же экспансия совершилась рядом других европейских Ост-Индских компаний — Голландской, Французской и Датской.
Вплоть до конца XVIII века англичане и другие европейцы доминировали на морских путях в Индийском океане, однако были не в состоянии продвинуться вглубь Индийского субконтинента, и более того, регулярно становились жертвами вымогательства взяток и произвольных конфискаций со стороны местных властей. Только общий крах Империи Великих Моголов вследствие внутренних междоусобиц, и особенно вторжений персидского Надир-шаха и афганской Дурранийской державы расчистил им дорогу. Очень быстро британцы столкнулись с тем, что местные власти перестали соблюдать могольские фирманы. Так, по фирману 1717 года, выданному шахом Фарухсияром, Компания должна была получить деревни близ Калькутты и Мадраса, а также остров Диви. Однако бенгальский наваб просто отказался выполнять условия фирмана, а суратский мутасадди и субадар Декана начали вымогать гигантские взятки. Под влиянием этого провала, британцы начали стремиться делать дела уже в первую очередь с местными властями, в первую очередь в Бенгалии, Карнатике и Сурате.
Основными центрами британской экспансии стали города Бомбей, Мадрас и Калькутта. В своей торговой деятельности Компания предпочитала опираться на целую армию местных посредников, иногда образовывавших целые династии. Население подконтрольных Компании городов быстро росло, её войска начали превращаться в заметную силу.
В 1739 году персидский Надир-шах разграбил Дели и увёз Павлиний трон. Это событие обычно считается моментом окончательного распада Могольского государства.
В 1740-50-е годы основным конкурентом британцев стала Французская Ост-Индская компания с центром в Пондишери. Французский генерал-губернатор Дюпле набрал значительную армию, и взял Мадрас.
В 1757 году в битве при Плесси войска Британской Ост-Индской компании во главе с Робертом Клайвом разбили войска бенгальского правителя Сираджа-уд-Даула — всего несколько залпов британской артиллерии обратили индийцев в бегство. В 1760 году британцы заняли Пондишери.
Причинами поражения французов было сохранение феодальных пережитков, и, в первую очередь, относительная экономическая слабость их Компании. В отличие от британской, французская Компания всецело зависела от государственных займов (тогда как британская, наоборот, сама постоянно являлась источником займов для правительства).
Англо-французская война наглядно продемонстрировала индийским князьям военно-техническое превосходство европейцев. Они активно начали прибегать к военной помощи англичан в борьбе друг с другом. Пользуясь своей силой, Компания начала прямо вмешиваться в их внутренние дела, и захватывать реальную власть. С 1757 года она начала выкачивать деньги из нового бенгальского наваба Мир Джафара, чей предшественник Сираджа-уд-Даула был казнён 2 июля 1757 года при участии сына Мир Джафара, Мир Мирана (это было частью соглашения с Компанией). Именно эти средства стали решающим фактором в разгроме французов.
После победы при Буксаре (1764) Компания захватила Шаха Алама. Так Великий Могол фактически стал британской марионеткой. От него Компания получила дивани — право на правление Бенгалией, Бихаром и Ориссой, полный контроль над навабством Бенгалия. Британцы конфискуют бенгальскую казну (ценностей на сумму в 5 млн 260 тысяч фунтов стерлингов). Реальная власть
в Бенгалии была окончательно захвачена Компанией, а Роберт Клайв стал тогда её первым британским губернатором. Огромные суммы, которые Компания начала выкачивать из Бенгалии, опираясь на полученные ей государственные функции, качественно изменили её состояние. Они направлялись на наём солдат — сипаев, строительство крепостей, закупку индийских товаров на экспорт. Если ранее Компания ввозила в Индию серебро, получив на это особое разрешение Короны, со временем эта практика прекратилась.
Тем временем продолжалась экспансия вокруг баз в Бомбее и Мадрасе. Англо-майсурские войны 1766—1799 и Англо-маратхские войны 1772—1818 сделали компанию доминирующей силой к югу от реки Сатледж.
Британцы монополизировали внешнюю торговлю Бенгалии, а также важнейшие отрасли внутрибенгальской торговли. Сотни тысяч бенгальских ремесленников были принудительно прикреплены к факториям компании, куда обязаны были сдавать свою продукцию по минимальным ценам. Резко выросли налоги.
Если в начале своего появления в Индии Компания занималась экспортом популярного тогда в Европе индийского текстиля, то с развитием собственной английской промышленности торговые потоки развернулись в противоположном направлении, что вызвало массовое разорение индийских ткачей. Компания же всё больше переключалась на торговлю чаем, ставшую одним из символов Британской империи.
Результатом был страшный голод 1769—1770 гг., во время которого погибло от 7 до 10 миллионов бенгальцев. В 1780—1790-х годах голод в Бенгалии повторился: погибло несколько миллионов человек.
Усиление компании и её злоупотребления в Индии вынудили британские власти уже в конце XVIII века вмешаться в её деятельность. В 1750-е — 1790-е годы в метрополии начали массово появляться отставные чиновники Компании, сколотившие целые состояния путём грабежа населения и правителей Индии. На родине их начали называть «набобами», от искажённого индийского титула наваб. «Набобы» стали заметным фактором политики, образовав в палате общин целую фракцию. Появление «выскочек», покупавших себе титулы и места в парламенте начало вызывать всё большее раздражение аристократии. Кроме того, Компания находилась под давлением частных купцов, недовольных тем фактом, что прибыльная торговля с Индией монополизирована узкой олигархической группой.
Сама по себе ситуация являлась двусмысленной: выступая в Британии, как коммерческая организация, Компания являлась в Индии государством, причём правившим на основании могольского фирмана, а не хартий британской Короны.
В 1773 году британский парламент принял Акт о правилах лучшего управления делами Ост-Индской компании, но с ним почти не считались. Тогда в 1784 году был принят Закон о лучшем управлении британской Ост-Индской компанией и её владениями в Индии, который предусматривал, что владения компании в Индии и она сама передавались британскому Контрольному совету, а к 1813 году ликвидировались её торговые привилегии.
Почти целое столетие компания проводила в своих индийских владениях разорительную политику (англ. The Great Calamity period), результатом которого стало разрушение традиционных ремёсел и деградация земледелия, что и привело к гибели от голода до 40 миллионов индийцев. По подсчётам известного американского историка Брукса Адамса, в первые 15 лет после присоединения Индии британцы вывезли из Бенгалии ценностей на сумму в 1 млрд фунтов стерлингов. К 1840 году англичане правили большей частью Индии. Безудержная эксплуатация индийских колоний была важнейшим источником накопления британских капиталов и промышленной революции в Англии.
Экспансия Британской Ост-Индской компании имела две основные формы. Первой было использование так называемых субсидиарных договоров, по сути феодальных — местные правители передавали Компании ведение внешней политики и обязывались выплачивать «субсидию» на содержание армии Компании. В случае невыплат княжеством «субсидии» его территория аннексировалась британцами. Кроме того, местный правитель обязался содержать британского чиновника («резидента») при своём дворе. Таким образом, компания признавала «туземные государства» во главе с индуистскими махараджами и мусульманскими навабами. Второй формой было прямое правление.
«Субсидии», выплачиваемые Компании местными правителями, расходовались на набор войск, состоявших в основном из местного населения, таким образом, экспансия осуществлялась руками индийцев и на деньги индийцев. Распространению системы «субсидиарных договоров» способствовал распад империи Великих Моголов, произошедший к концу XVIII века. Де-факто территория современных Индии, Пакистана и Бангладеш состояла из нескольких сотен независимых княжеств, враждовавших друг с другом.
Изобретателем субсидиарной системы стал французский генерал-губернатор Дюпле; после разгрома французов эта система начала успешно применяться британцами.
Первым правителем, принявшим «субсидиарный договор», стал низам Хайдарабада. В ряде случаев подобные договоры навязывались силой; так, правитель Майсура отказался принять договор, но был принуждён к этому в результате Четвёртой англо-майсурской войны. В 1802 Маратхский союз княжеств был вынужден подписать субсидиарный договор на следующих условиях:

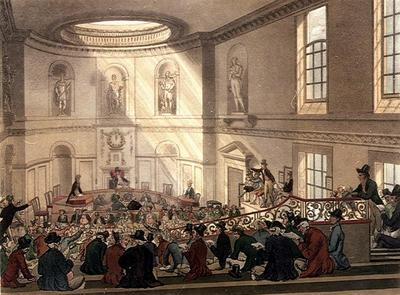
Интерьер штаб-квартиры в Лондоне: центральный зал, 1808—1812

1. С пешвой (первым министром) остаётся постоянное англо-сипайское войско в 6 тысяч человек;
2. Ряд территориальных округов аннексируются Компанией;
3. Пешва не подписывает никаких договоров без консультаций с Компанией;
4. Пешва не объявляет войн без консультаций с Компанией;
5. Любые территориальные претензии пешвы к местным княжествам должны проходить арбитраж Компании;
6. Пешва отзывает претензии к Сурату и Бароде;
7. Пешва отзывает со своей службы всех европейцев;
8. Международные дела проводятся с консультациями с Компанией.

Самыми сильными противниками компании были два государства, образовавшиеся на развалинах империи Великих Моголов — Маратхский союз и Государство сикхов. Разгрому Сикхской империи способствовал хаос, наступивший в ней после смерти в 1839 году её основателя, Ранджита Сингха. Междоусобица вспыхнула как между отдельными сардарами (генералами сикхской армии и де-факто крупными феодалами), так и между хальсой (сикхской общиной) и дарбаром (двором). Кроме того, сикхское население испытывало трения в отношениях с местными мусульманами, зачастую готовыми сражаться под британскими знамёнами против сикхов.
В конце XVIII века при генерал-губернаторе Ричарде Уэлсли началась активная экспансия. Компания захватила районы: Кочин (1791), Джайпур (1794), Траванкур (1795), Хайдарабад (1798), Майсур (1799), княжества по реке Сатледж (1815), центральноиндийские княжества (1819), Кач и Гуджарат (1819), Раджпутану (1818), Бахавальпур (1833). Аннексированные провинции включали Дели (1803) и Синд (1843). Панджаб, Северо-Западная граница и Кашмир были захвачены в 1849 в ходе англо-сикхских войн. Кашмир был немедленно продан династии Догра, правившей в княжестве Джамму, и стал «туземным государством». В 1854 аннексирован Берар, а в 1856 — Ауд.
Британия видела своим конкурентом в колониальной экспансии Российскую империю. Опасаясь влияния русских на Персию, компания начала усиливать давление на Афганистан, в 1839—1842 состоялась Первая англо-афганская война. Россия установила протекторат над Бухарским ханством и присоединила Самарканд в 1868, между двумя империями началось соперничество за влияние в Средней Азии, в англосаксонской традиции имеющая название «Большой игры».
В 1857 году было поднято восстание против британской Ост-Индской компании, которое известно в Индии как Первая война за независимость или Восстание сипаев. Однако мятеж был подавлен, и Британская империя установила прямой административный контроль почти над всей территорией Южной Азии.

## Операции вКитае
В 1711 компания основала торговое представительство в китайском городе Кантоне (кит. 广州 — Гуанчжоу) для закупок чая. Сперва чай покупался на серебро, затем шёл в обмен на опиум, который выращивался на индийских (расположенных в основном на территории Бенгалии) плантациях, принадлежащих компании.
Несмотря на запрет китайского правительства на ввоз опиума от 1799, компания продолжала ввозить опиум контрабандным путём на уровне около 900 тонн в год. Объём китайской торговли Компании по размеру уступал только объёму торговли с Индией. Например, общая стоимость конвоя, направленного в Англию в 1804 году, в ценах того времени достигала £8 000 000. Его успешная оборона стала поводом для национального торжества.
Большинство денежных средств, предназначенных на закупку китайского чая, являлись доходами от торговли опиумом. К 1838 нелегальный ввоз опиума достиг уже 1400 тонн в год, и китайское правительство ввело смертную казнь за контрабанду опиума.
Уничтожение китайским губернатором партии британского контрабандного опиума в 1839 году привело к тому, что англичане начали военные действия против Китая, переросшие в Опиумную войну (1839—1842).

## Операции вАравии
С конца XVIII века компания стала проявлять интерес к Оману. В 1798 году к султану Саиду явился представитель компании, перс Махди Али-хан, который заключил с ним антифранцузский договор фактически о протекторате. По этому соглашению султан обязался не пускать на свою территорию в военное время французские корабли, не разрешать пребывание в своих владениях французским и голландским подданным, не разрешать Франции и Голландии создавать на своей территории в военное время торговые базы, содействовать Англии в борьбе с Францией. Однако султан не разрешил тогда компании создать в Омане укреплённую факторию. В 1800 году договор был дополнен, и Англия получила право держать в Омане своего резидента.

## Армия

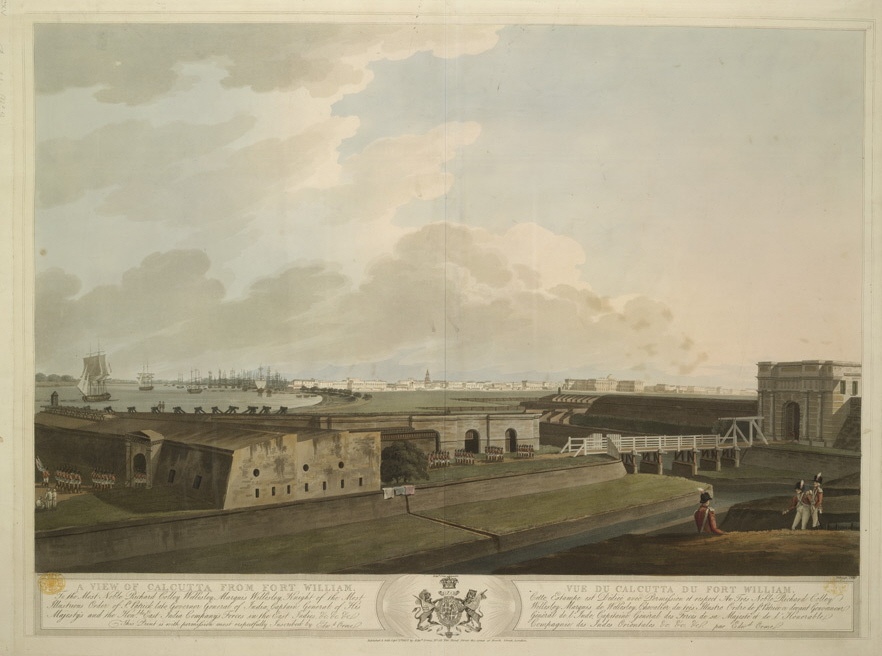
Форт Уильям — первый бастион Ост-Индской компании на востоке Индии

С 1772 года генерал-губернатор Бенгальского президентства Уоррен Гастингс начал быстрое развёртывание войск компании. Поскольку имеющиеся сипаи («воины») Бенгалии зачастую воевали против Англии, как, например, в битве при Плесси, они оказались под подозрением.
Представители высших каст (раджпуты и брахманы) Авадха и Бенареса набирались в армию Великого Могола в течение 200 лет, и компания продолжила эту практику следующие 75 лет, набирая из них до 80 % Бенгальской армии. Компании пришлось адаптировать военную практику к религиозным обычаям. Солдаты обедали в раздельных помещениях, армия признала индуистские религиозные праздники, заморская служба, рассматриваемая как оскверняющая высокие касты, от сипаев не требовалась.
На 1796 год войска компании насчитывали 70 тысяч человек, в том числе 13 тысяч британских войск и 57 тысяч индийских (24 тысячи в Бенгальском президентстве, 24 тысячи в Мадрасском, 9 тысяч в Бомбейском). Вместе с тем Бенгальская армия использовалась за границей — на Яве и Цейлоне, а также для помощи Мадрасской армии во время Первой англо-майсурской войны. По сравнению с солдатами индийских правителей солдаты компании получали более высокое жалованье. Более совершенные ружья и поддержка мощного британского флота ставили их в более выгодное положение.
В 1796 году под давлением совета директоров в Лондоне войска были сокращены, однако к 1806 году вновь увеличились, дойдя до 158 500 человек (24 500 британских войск и 134 тысячи — индийских).
Дополнением этих войск стали «иррегулярные силы» в 1846 году была набрана пограничная бригада на Северо-Западе, в 1849 — Панджабские иррегулярные силы, 1854 добавились иррегулярные формирования Нагпура (после его аннексии), и после аннексии Авадха в 1856 — Иррегулярные силы Авадха.
В 1800 году низам Хайдарабада обязался содержать силы в 9 тысяч человек кавалерии и 6 тысяч пехоты под командованием офицеров компании, в 1856 эти войска были выведены из состава армии низама.
Во время сипайского восстания 1857 года Бенгальская армия, регулярная и иррегулярная, взбунтовалась почти целиком, тогда как Мадрасская и бомбейская армии, а также войска Хайдарабада остались лояльными британцам.

## Флот

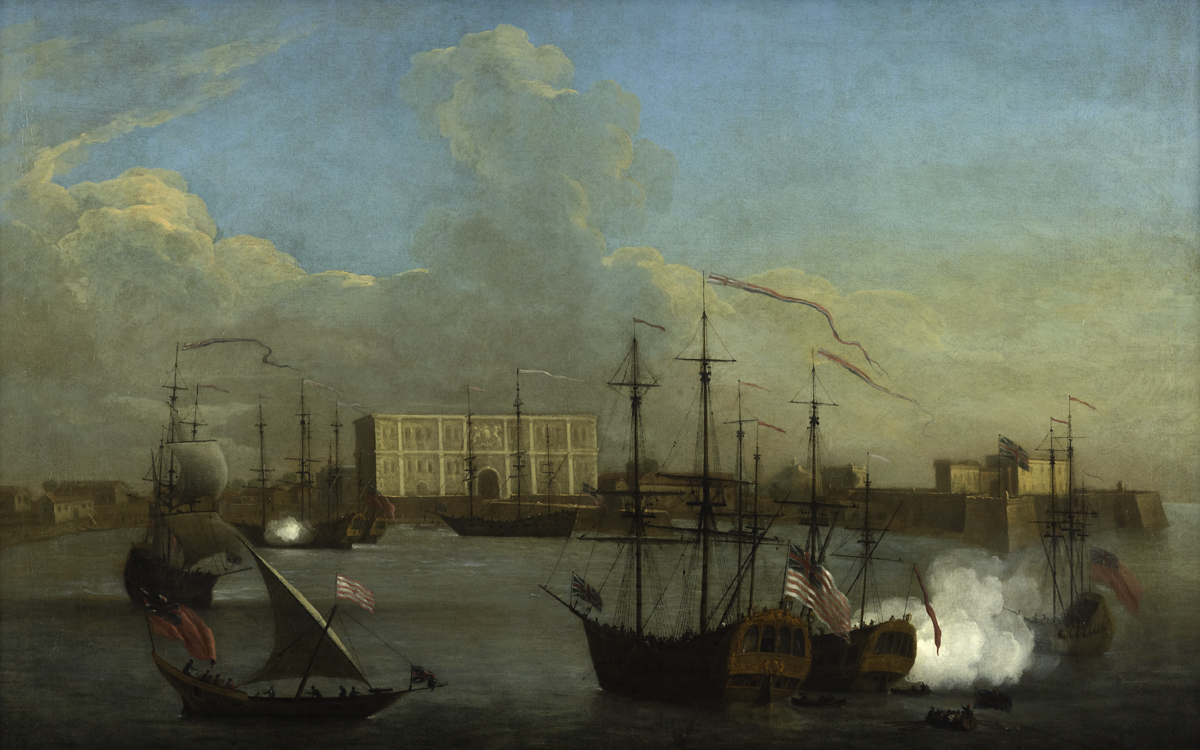
Картина «В порту Бомбея» George Lambert (English painter)

Для защиты своих торговых кораблей компания создала и поддерживала до 1877 года частный флот, называвшийся попеременно — Флотилия Ост-Индской компании, Индийский флот Её Величества, Индская флотилия, снова Бомбейская флотилия, Индийская флотилия Её Величества и Королевская Индийская флотилия. Он стал предшественником Королевского Индийского флота.

## Компания в феодальной системе Индии
На момент начала британской экспансии в Индии существовала феодальная система, сформировавшаяся в результате мусульманского завоевания XVI века (см. Империя Великих Моголов). Заминдары (землевладельцы) собирали феодальную ренту. За их деятельностью наблюдал совет («диван»). Сама земля считалась принадлежавшей государству, и могла быть отобрана у заминдара.
Британская Ост-Индская Компания встроилась в эту систему, получив в 1765 году, согласно фирману Великого Могола, дивани на право сбора податей в Бенгалии (см. Аллахабадский договор). Вскоре выяснилось, что у британцев не хватает опытных администраторов, которые разбирались бы в местных налогах и платежах, и сбор податей был отдан на откуп. Результатом деятельности Компании стал бенгальский голод 1769—1770 годов, унёсший жизни 7—10 миллионов человек (то есть от одной четверти до одной трети населения Бенгальского президентства).
В 1772 году при генерал-губернаторе Уоррене Гастингсе компания начала собирать подати сама, учредив Бюро податей с офисами в Калькутте и Патне, и переместив старые налоговые записи Великих Моголов из Муршидабада в Калькутту. В целом Компания унаследовала доколониальную податную систему, при которой основная тяжесть налогового бремени падала на земледельцев.
В 1793 новый генерал-губернатор лорд Корнуоллис учредил «постоянные поселения» (англ. permanent settlement), фиксировав сумму податей при передаче прав собственности на землю заминдарам. На практике это привело к увеличению налогов, причём в новой системе земледельцы никак не могли защищать свои права. Новыми же землевладельцами зачастую становились брахманы и каястха (каста варны кшатриев), одновременно являющиеся сотрудниками компании.
Томас Манро, с 1820 губернатор Мадраса, продвигал в Южной Индии систему райятвари, при которой земля раздавалась напрямую крестьянам. Ставка налога была уменьшена с половины до одной трети зерна, однако рассчитывалась исходя не из реального урожая, а из потенциальной плодородности почвы, ввиду чего в некоторых случаях собираемый налог мог составлять более 50 %.

## Торговля

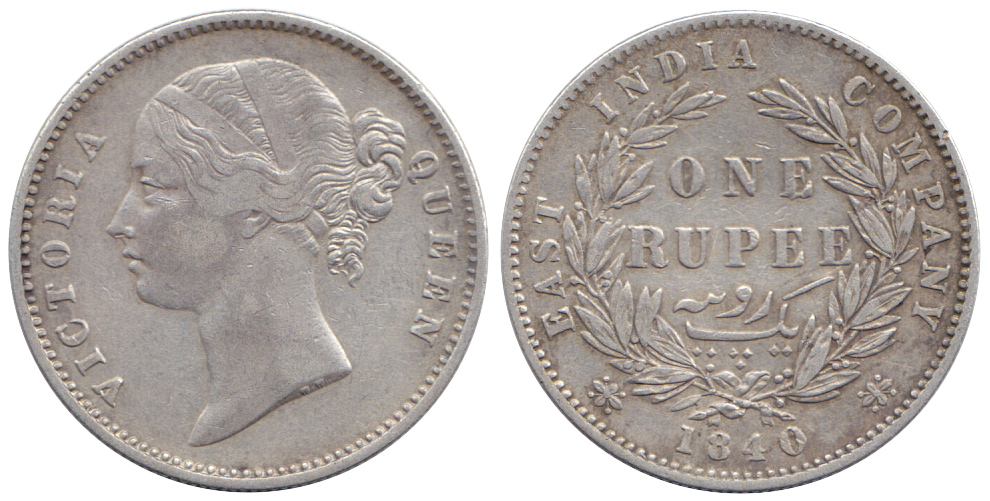
Серебряная рупия 1840 года. На аверсе портрет королевы Виктории, на реверсе номинал и название Ост-Индской компании

До получения в 1765 году права сбора налогов с Бенгалии компании приходилось импортировать золото и серебро для оплаты индийских товаров. Подати Бенгалии позволили прекратить этот импорт и финансировать войны компании в других частях Индии.
В период с 1760 по 1800 год Индия превратилась из экспортёра готовых товаров в экспортёра сырья и импортёра мануфактурной продукции. Импорт индийских тканей в Британию резко упал, в связи с развитием собственной английской промышленности, и введёнными в связи с этим гигантскими пошлинами, доходившими до 80 %. Экспортировались необработанные хлопок, шёлк, индиго, опиум. С 1830 года началось массовое вторжение в Индию британской текстильной продукции. Гражданская война в Америке сильно повлияла на Индию; хлопок из южных штатов США стал для Британии недоступен, поэтому спрос на индийский хлопок сильно вырос, увеличив цены вчетверо. Многие фермеры переключились на выращивание хлопка, однако по окончании войны в 1865 году рынок вновь упал.
С 1800-х годов в Британии резко увеличивается спрос на чай из Китая. Так как Компания не могла ни расплачиваться за него золотом и серебром, ни предложить Китаю европейские товары, она начала экспорт опиума, имевшего в Китае обширный подпольный рынок. В середине XIX века опиум составлял до 40 % экспорта Индии, а запреты на его ввоз в Китай вызвали Первую опиумную войну.

## Монополия
После своего образования в 1600 году компания организовала собственное лобби в английском парламенте. Она оказалась под давлением предпринимателей, желавших открыть собственные торговые фирмы в Индии. В 1694 была предпринята дерегуляция, однако, вскоре отменённая. В 1698 была основана «параллельная» компания («Английская компания, торгующая с Ост-Индиями»). После ряда разногласий, и в Англии, и в Индии, в 1708 году обе компании слились. Названием объединённой компании стало «Объединённая компания купцов Англии, торгующих с Ост Индиями». В обмен на продление торговых привилегий, объединённая компания выплатила казначейству 3 млн 200 тысяч фунтов стерлингов.
В 1720 году 15 % британского импорта было из Индии, практически весь этот импорт проходил через компанию. Под давлением лоббистов компании, её эксклюзивные привилегии продлевались в 1712 и 1730 — до 1766 года.
В последующие годы англо-французские отношения резко ухудшились. Столкновения привели к резкому увеличению государственных расходов. Уже в 1742 году привилегии компании продлились правительством до 1783 взамен на заём в 1 млн фунтов стерлингов.
Семилетняя война 1756—1763 закончилась поражением Франции. Ей удалось сохранить только маленькие анклавы в Пондишери, Мейхе, Карикале и Чадернагаре без какого-либо военного присутствия. В то же время Британия начала свою бурную экспансию в Индии. Расходы на захват Бенгалии, и последовавший голод, уничтоживший от четверти до трети населения, вызвали серьёзные финансовые трудности компании, которые были усилены экономической стагнацией в Европе. Совет директоров попытался избежать банкротства, обратившись к парламенту за финансовой помощью. В 1773 году компания получила больше автономии в своих торговых операциях в Индии, и начала торговлю с Америкой. Монополистическая деятельность компании стала поводом для Бостонского чаепития, начавшего американскую войну за независимость.
К 1813 году компания захватила контроль над всей Индией, исключая Пенджаб, Синд и Непал. Местные князья стали вассалами Компании. Вызванные этим расходы вынудили обратиться к парламенту с петицией о помощи. В результате была отменена монополия, исключая торговлю чаем, и торговлю с Китаем. В 1833 году остатки торговой монополии были уничтожены.
В 1845 году датская колония Транкебар была продана Британии. Компания начала расширять своё влияние на Китай, Филиппины и Яву. Испытывая недостаток средств для закупок чая в Китае, компания начала массовое выращивание в Индии опиума для экспорта в Китай.

## Закат компании
Экономический рост Британии в начале XIX века привёл к усилению противников монополии, видевшей в ней средневековый пережиток, и желавших принять участие в торговле с Индией. Само положение Компании как одновременно коммерческой и государственной организации было двусмысленным. Так как Компания фактически начала править всей Индией, это вызвало резкий рост расходов на чиновников, причём временами задачи имперской экспансии и чисто коммерческие задачи прямо противоречили друг другу. Наконец, британская Корона выражала недовольство, что практически никак не контролируемая правительством Компания сама правит гигантской империей в Индии. Правительство начало активно вмешиваться в её деятельность через своих уполномоченных. Кроме того, финансовое положение Компании начало ухудшаться, в связи с чем ей приходилось периодически обращаться к государству за займами, что создавало поводы для давления, а отмена монополии в 1813 году привела её к быстрому упадку. В 1830-50-х Ост-Индия уже окончательно потеряла автономию, в частности решение о вторжении в Афганистан (см. Первая англо-афганская война) было принято вопреки протесту директоров. В 1853 году был отменён традиционный для Компании патронаж, который ранее был в Британии обычной практикой, но со временем начал восприниматься, как коррупция. К 1857 году её деятельность в Индии уже сводилась лишь к административной.
В самой Индии деятельность Компании также начинала вызывать всё большее недовольство. Правление англичан привело к резким изменениям, выросли налоги, появились железные дороги и телеграф. Британская иммиграция в Индию искусственно ограничивалась Короной, все англичане стремились разбогатеть и вернуться в метрополию. С 1813 года в Индии началась активная миссионерская деятельность, что вызывало недовольство индусов. В созданных Компанией войсках и государственной службе имела место систематическая дискриминация местного населения, для которого были зарезервированы лишь низшие посты, сипаи были также недовольны тем, что им приходилось принимать участие в войнах за пределами Индии, в частности, в Бирме (см. Первая англо-бирманская война). Значительное брожение было вызвано аннексией в 1856 году княжества Ауд; многие сипаи были набраны из раджпутов и брахманов этой области.
Росло недовольство индийских князей, лишившихся власти по субсидиарным договорам.
Результатом стало Индийское национальное восстание («Сипайское восстание») в 1857 году. Восставшие прямо апеллировали к Великому Моголу, хотя фактически он был для них всего лишь марионеткой. Хотя многие князья предпочли выразить своё недовольство политикой Компании вооружённым сопротивлением, большинство из них всё же остались лояльными. Кроме того, про-могольская риторика восставших прямо оттолкнула от них, в частности, сикхов, долгое время воевавших с Моголами, и потому поддержавших в этом конфликте британцев.
После разгрома восстания английским парламентом был принят Акт о лучшем управлении Индией, согласно которому компания с 1858 года передавала свои административные функции британской короне, войска Компании были переведены на коронную службу. Власть Моголов окончательно упразднялась. В 1874 году компания была ликвидирована. В 1876 году королева Виктория была провозглашена императрицей Индии.

## В массовой культуре
- Пираты Карибского моря (серия фильмов)
- Табу (телесериал)
- East India Company: Privateer[англ.]